# Chrystus na pustyni (obraz Iwana Kramskiego)
Chrystus na pustyni (ros. Христос в пустыне) – obraz dziewiętnastowiecznego rosyjskiego malarza Iwana Kramskiego, zaliczającego się do grupy Pieriedwiżników, do której należeli między innymi Ilja Riepin, Isaak Lewitan i Iwan Szyszkin. Jak podaje Lucyna Lencznarowicz, Kramskoj specjalizował się w kompozycjach i tematyce historycznej, świeckiej, ale niekiedy sięgał po motywy religijne.

## Charakterystyka ogólna
Obraz stanowi ilustrację do przekazu ewangelii synoptycznych o pobycie Jezusa na pustyni, w trakcie którego przez czterdzieści dni pościł i był kuszony przez diabła. Malowidło powstało w roku 1872. Zostało zakupione przez Pawła Trietiakowa na potrzeby tworzonej przez niego galerii sztuki rosyjskiej. Było ono też reprodukowane w czasopismach w formie grafiki.

## Historia powstania
Kramskoj pracował nad portretem Jezusa przez wiele lat. Zadowolony był dopiero z drugiej jego wersji, na której Zbawiciel ukazany jest na tle niegościnnej przyrody. Przygotowując się do stworzenia dzieła, malarz szukał inspiracji zarówno w europejskich galeriach, jak i w pustynnych skalistych rejonach Krymu.

## Kompozycja
Obraz przedstawia Chrystusa, ubranego w czerwonawą szatę i niebieskawy płaszcz, w pozycji siedzącej, z rękami ułożonymi na kolanach, dłońmi złożonymi i splecionymi palcami, wpatrzonego w kamieniste podłoże. Twarz Jezusa jest poważna, wyraża głęboką zadumę i wewnętrzną koncentrację. Przejmującym szczegółem są bose stopy Chrystusa, kierujące uwagę widza w stronę drogi ku męce i śmierci, po której Syn Człowieczy zdecydował się pójść. Światło pada na Jezusa od tyłu i z lewego boku, pozostawiając jego oblicze w cieniu. Kolorystyka obrazu jest stonowana. Dolną jego część zajmuje szarość kamienistego pagórka, górną delikatny błękit nieba, ożywiony jedynie przez podłużne granatowe chmury, kładące się płasko nad horyzontem.

## Nawiązania kulturowe
Dzieło Kramskiego mieści się w nurcie malarstwa zachodnioeuropejskiego, a nie tradycji ikonograficznej prawosławnego kręgu kulturowego, z której wywodził się autor. O ile w malarstwie bizantyjskim i staroruskim Chrystus przedstawiany jest w chwale jako Zbawiciel i Król Nieba i Ziemi (Pantokrator), to u Kramskiego wyeksponowane jest jego człowieczeństwo w momencie, kiedy przygotowuje się do roli Odkupiciela i z własnego wyboru doświadcza typowych dla ludzi cierpień fizycznych, takich jak długotrwały głód, a także trosk psychicznych, symbolizowanych przez pokusy podsuwane przez diabła.

## Recepcja dzieła
Jak podaje Walther K. Lang, po pierwszym publicznym zaprezentowaniu obrazu opinie prasy były podzielone, jednak wszyscy zgadzali się, że powstało dzieło ważne. Znany pisarz Iwan Gonczarow stwierdził, że artysta ma prawo odejść od sztywnego kanonu prawosławnych ikon. Gonczarow podkreślał, że głównym przesłaniem obrazu Kramskiego jest ukazanie nadludzkiego wysiłku myśli i woli Jezusa, jak również siły i zdecydowania do podjęcia się zbawczej misji. Z kolei Wsiewołod Garszyn zauważył w obrazie ekspresję ogromnej moralnej siły, sprzeciwu wobec zła i determinacji do walki z nim.

## Kontynuacja
Malarz wrócił do postaci Chrystusa w nieukończonym obrazie zatytułowanym Śmiech, przedstawiającym scenę z Ewangelii, w której żołnierze szydzą z Jezusa, kłaniając się mu jak królowi. W odróżnieniu od pierwszej pracy, drugi obraz przedstawia wiele osób, a umęczony Chrystus znajduje się na dalszym planie.